# Константинови-Лазне
Константинови-Лазне, Константиновы Лазни (чеш. Konstantinovy Lázně) — курортный посёлок на западе Чешской Республики, примерно в 40 км на северо-запад от  города Пльзень и 60 км на юго-восток от курорта Карловы Вары.

## История
В XVI веке в селении Константиновы Лазни был найден сероводородный источник. Строительство курортных зданий началось в XIX веке. Первое из них насчитывало 22 номера и 5 кабинок для принятия ванн. Здание располагалось недалеко от источника и сегодня носит имя Старые Лазни.
В 1837 году лазни купил князь Константин из Лёвенштейна. Первоначально князя интересовали месторождения угля, однако уголь здесь не нашли, зато подтвердились лечебные свойства местного минерального источника. Это дало толчок к развитию курорта: началось строительство новых зданий и благоустройство территории. Имя князя Константина стали неразрывно связывать с курортом и с селением.

## Курортное лечение
История курортного лечения в Константинови-Лазне официально исчисляется с 1803 года.
В мае 1992 года было создано акционерное общество «Léčebné lázně Konstantinovy Lázně a.s.», которое объединило все местные санатории и курортные отели.
Современный курорт Константинови-Лазне специализируется на профилактике, лечении и реабилитации после сердечно-сосудистых заболеваний и лечении заболеваний опорно-двигательного аппарата.
В настоящее время курорт включает в себя более 400 койко-мест для прохождения лечебных процедур и соответственно более 400 мест в гостиницах для проживания в любое время года.

## Население
| Год  | Численность | Численность |
| ---- | ----------- | ----------- |
| 1869 | 1152        | [ 6 ]       |
| 1880 | 1345        | [ 6 ]       |
| 1890 | 1441        | [ 6 ]       |
| 1900 | 1461        | [ 6 ]       |
| 1910 | 1541        | [ 6 ]       |
| 1921 | 1644        | [ 6 ]       |
| 1930 | 1813        | [ 6 ]       |
| 1950 | 1155        | [ 6 ]       |
| 1961 | 1142        | [ 6 ]       |
| 1970 | 1080        | [ 6 ]       |
| 1980 | 1122        | [ 6 ]       |
| 1991 | 1007        | [ 6 ]       |
| 2001 | 950         | [ 6 ]       |
| 2014 | 910         | [ 7 ]       |
| 2016 | 904         | [ 8 ]       |
| 2017 | 909         | [ 9 ]       |
| 2018 | 905         | [ 10 ]      |
| 2019 | 919         | [ 11 ]      |
| 2020 | 920         | [ 12 ]      |
| 2021 | 920         | [ 13 ]      |
| 2022 | 896         | [ 14 ]      |
| 2023 | 895         | [ 15 ]      |
| 2024 | 904         | [ 3 ]       |

## Фотогалерея

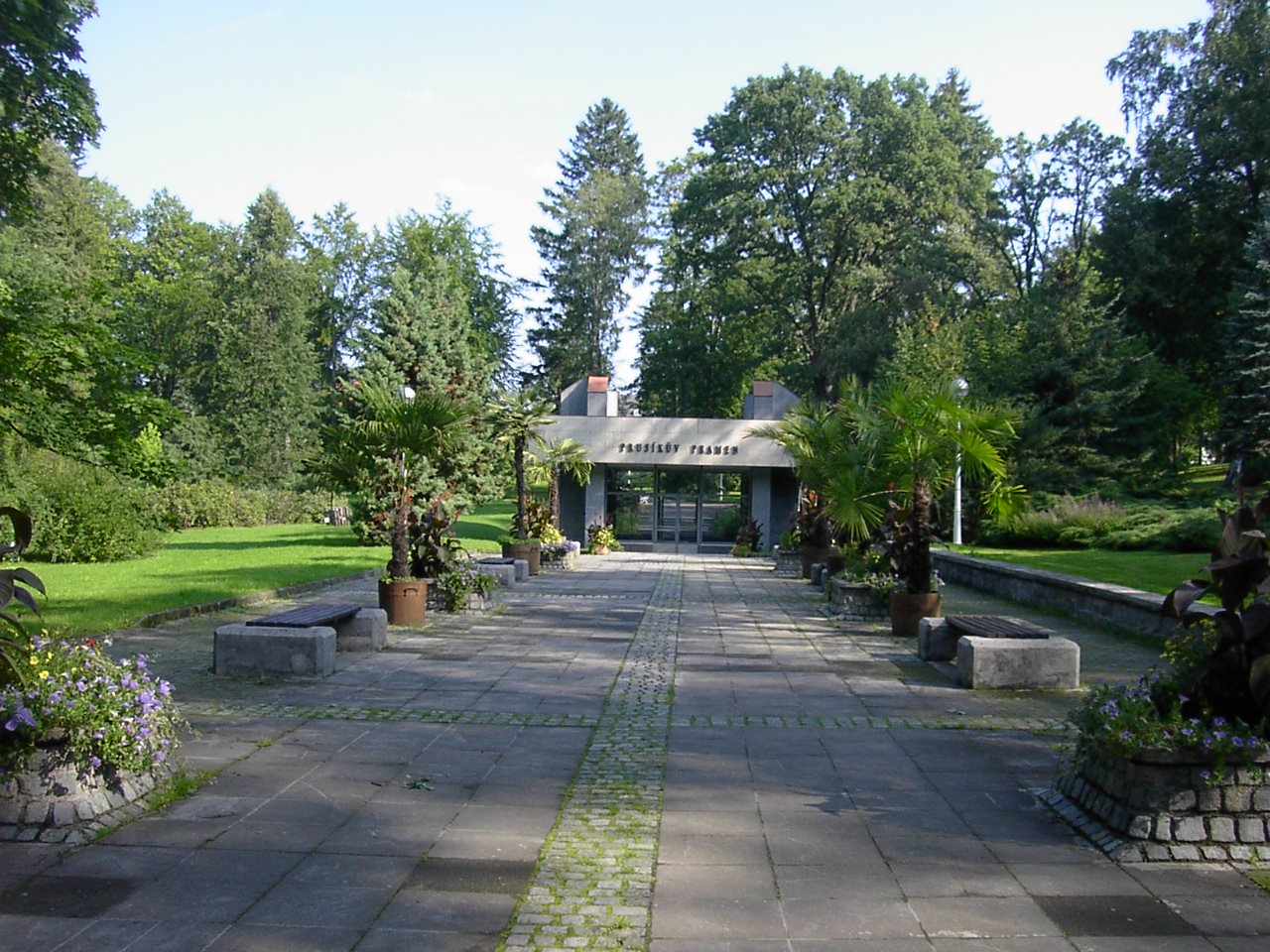
Источник Прусик
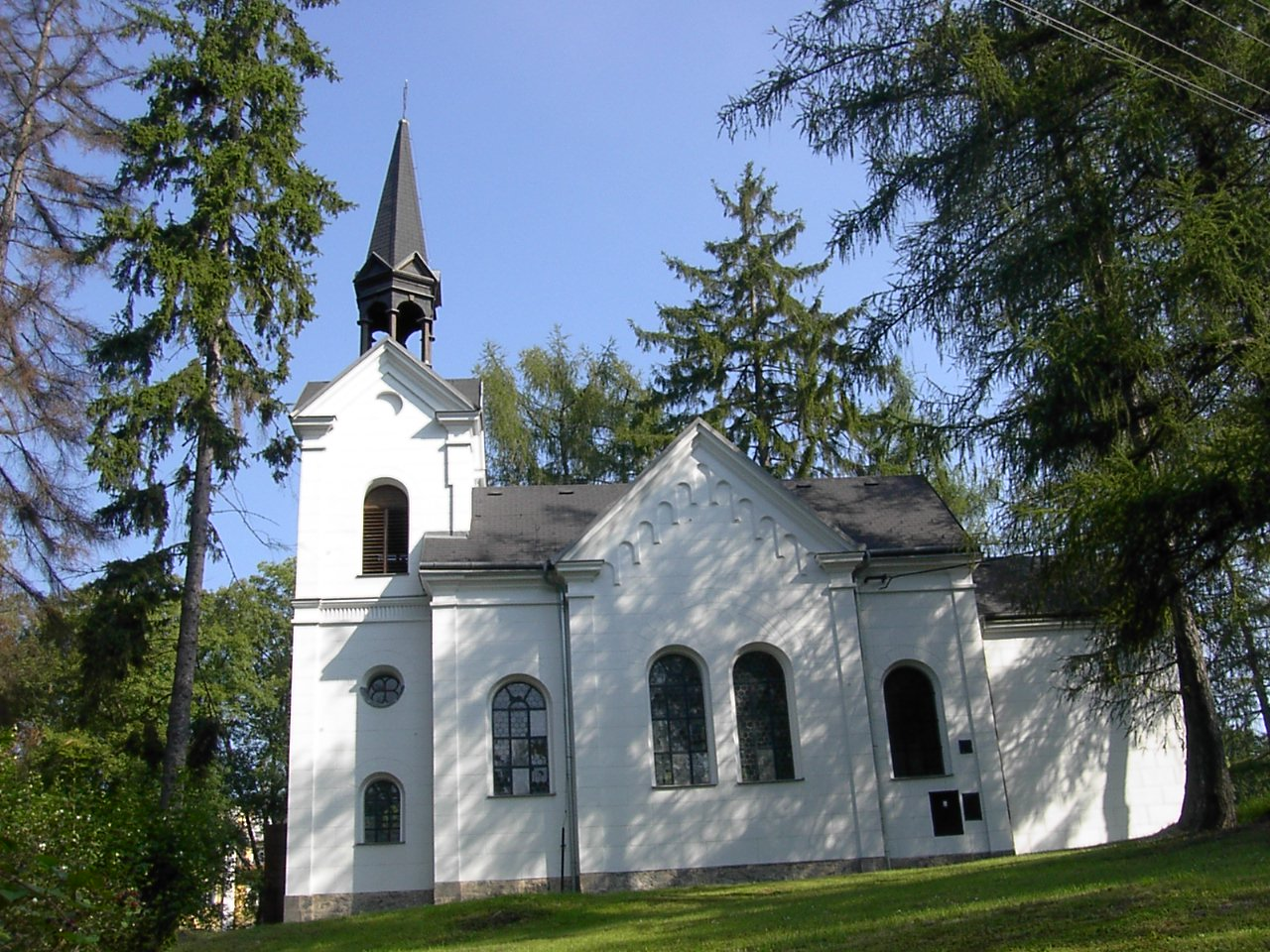
Костёл Девы Марии Лурдской